# Робер-Флёри, Тони
Тони Робер-Флёри (фр. Tony Robert-Fleury; 1837, Париж — 1911, Вирофле) — французский живописец и педагог, представитель салонного академизма.

## Жизнь и творчество
Тони Робер-Флёри был сыном художника Жозефа Николя Робер-Флёри. Учился живописи у Леона Конье. Позднее по рекомендации Конье работал в мастерской художника-академиста Поля Делароша. Как и оба его учителя — Конье и Деларош — Робер-Флёри в своём творчестве предпочитал историческую тематику. У Делароша художник подружился с другими его учениками: Гюставом Буланже и Луи Галле.

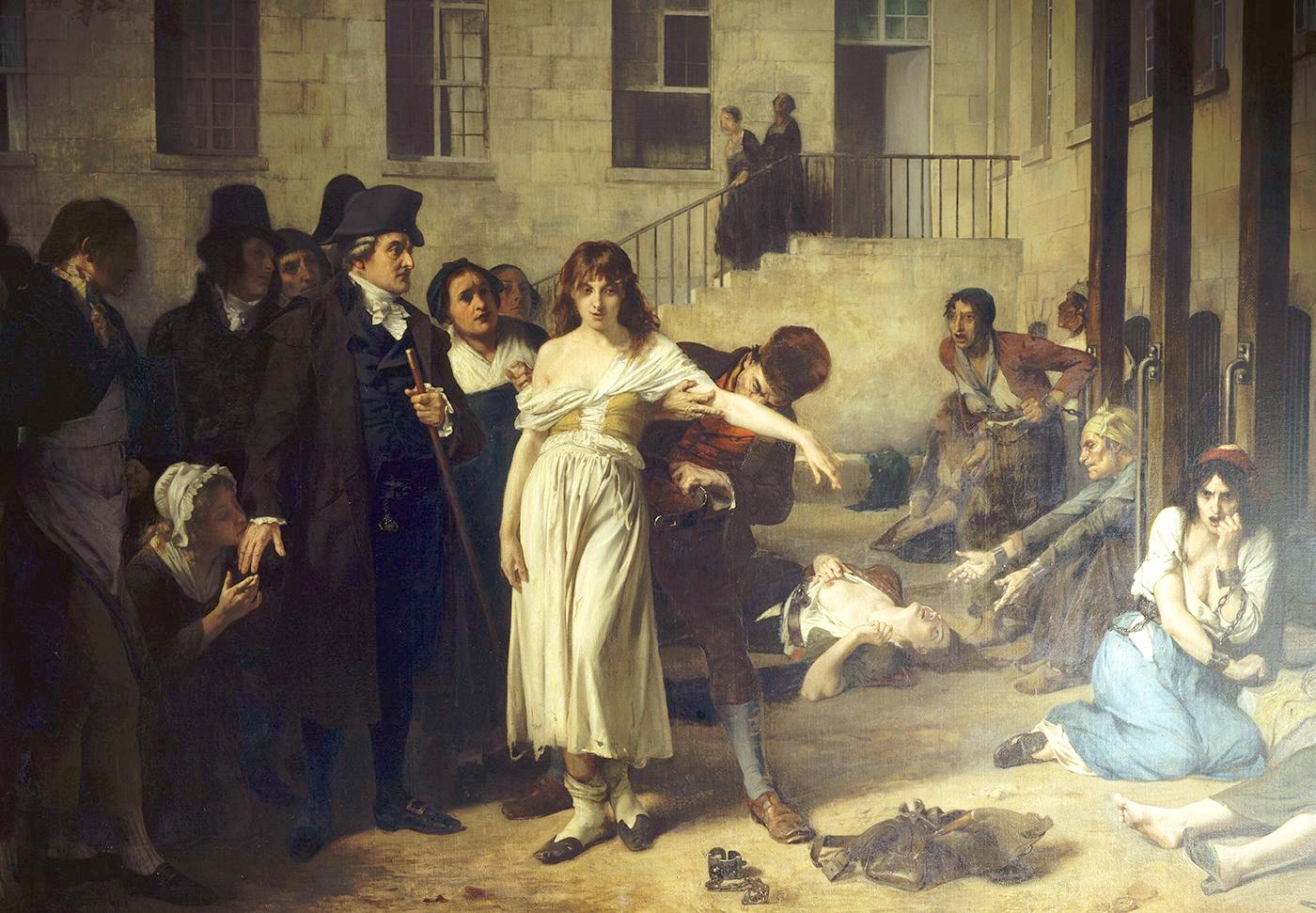
Робер-Флёри − «Доктор Филипп Пинель освобождает от оков психически больных в больнице Сальпетриер в 1795 году»

Кроме исторических полотен, Тони Робер-Флёри писал также портреты, создавал произведения жанровой живописи. Имел много учеников, среди которых были русская художница М. К. Башкирцева, британец Джордж Клаузен, Амели Бори-Сорель (жена руководителя Академии Жюлиана), Жюль Адлер и Овсеп Пушман.

## Избранные полотна
- Ромео и Джульетта
- Данаиды (1873)
- Леда (1885)
- Офелия (1887)
- Меланхолия (1901)
- Мария-Антуанетта утром перед казнью
- Портрет отца
- Варшава в апреле 1861 года
- Шарлотта Корде в Кане 1793 года (1874)
- Взятие Коринфа (1870)
- Старухи на Пьяцца Навона в Риме (1867)
- Восхваление Французской Живописи (1880)